# Nothronychus
Genre
Nothronychus (« griffe de paresseux ») est un genre éteint de dinosaures théropodes de la super-famille des Therizinosauroidea.

## Systématique
Le genre Nothronychus a été créé en 2001 par les paléontologues James Ian Kirkland (d) et Douglas G. Wolfe (d).

## Description
Nothronychus mesurait 5 mètres de long et pesait 880 kilos. Il était herbivore et vivait aux États-Unis, au Crétacé supérieur, il y a environ 92 millions d’années.

## Découverte
Les premiers fossiles de Nothronychus ont été découverts en 2001 aux États-Unis.

## Liste des espèces
Deux espèces sont connues :
- † Nothronychus graffami Zanno et al., 2009
- † Nothronychus mckinleyi Kirkland & Wolfe, 2001

## Publication originale
- (en) James I. Kirkland et Douglas G. Wolfe, « First definitive therizinosaurid (Dinosauria; Theropoda) from North America », Journal of Vertebrate Paleontology, SVP et Taylor & Francis, vol. 21, no 3,‎ 22 août 2001, p. 410-414 (ISSN 0272-4634 et 1937-2809, OCLC 238100068, DOI 10.1671/0272-4634(2001)021[0410:FDTDTF]2.0.CO;2).